# Ryukyu (razza canina)
Il ryukyu (琉球犬? Ryūkyū-ken o Ryūkyū-inu, lett. cane di Ryūkyū) è una razza di cane di taglia media originaria dell'isola di Okinawa, in Giappone. È un cane raro che sta lentamente diminuendo di numero. Nel 2015 c'erano solo 400 ryukyu.
A differenza di cani come il Kai Ken, il ryukyu non è protetto dal Nihon Ken Hozonkai, ma è invece protetto dal Ryūkyū Ken Hozonkai.
Il ryukyu è nato a Okinawa. La razza era originariamente utilizzata per rintracciare e abbaiare al cinghiale di Ryūkyū in branco e raramente cacciare gli uccelli. Gran parte della storia del ryukyu è stata distrutta e fuori luogo, quindi è molto scarsa. Si pensava che il purosangue ryukyu fosse estinto dopo la seconda guerra mondiale a causa della carenza di cibo e dell'incrocio con cani occidentali. All'inizio degli anni '80, Yoshio Aragaki, il fondatore del Ryūkyū Ken Hozonkai, sentì un forte bisogno di salvare la razza quando riuscì a trovare ryukyu di razza a Yanbaru.